# Liste der Monuments historiques in Saint-Mihiel
Die Liste der Monuments historiques in Saint-Mihiel führt die Monuments historiques in der französischen Gemeinde Saint-Mihiel auf.

## Liste der Immobilien
| Bezeichnung              | Beschreibung | Standort                                          | Kennzeichnung | Schutzstatus   | Datum          | Bild           |
| ------------------------ | --- | ------------------------------------------------- | ------------- | -------------- | -------------- | -------------- |
| Couvent Saint-Thiébaut   | Benediktinerpriorat, zwischen 1122 und 1135 gegründet, ab 1598 Paulanerkloster, 1793 als Nationalgut verkauft; Mittelschiff der Kirche, 12. Jahrhundert, Klostergebäude mit Nord- und Westflügel des Kreuzgangs, 16. und 17. Jahrhundert | 1 rue des Minimes (Lage)                          | PA00106614    | Inscrit        | 1989           | weitere Bilder |
| Hôtel de Rouyn           | Hôtel particulier, erste Hälfte des 18. Jahrhunderts, mit Kellergewölben und einem Kamin aus dem 16. Jahrhundert | 10 rue du Général Audéoud (Lage)                  | PA00106616    | Inscrit        | 1995           | weitere Bilder |
| Hôtel de Ville           | ehemaliges Rathaus, jetzt Vereinshaus; im Kern aus dem 16. Jahrhundert, im 18. Jahrhundert in mehreren Bauphasen erweitert | 11 rue Raymond Poincaré (Lage)                    | PA00106617    | Inscrit        | 1926           | weitere Bilder |
| Wohnhaus                 | Wohnhaus von 1906 mit Renaissancetreppenturm, zweite Hälfte des 16. Jahrhunderts | 29 rue Carnot (Lage)                              | PA00106621    | Inscrit        | 1926           |                |
| Hôtel de Bousmard        | Hôtel particulier, 16. Jahrhundert, im 18. Jahrhundert umgebaut; mit Garten und zwei Gartenhäusern | 1 rue Carnot (Lage)                               | PA00106622    | Inscrit        | 1995           | weitere Bilder |
| Maison du Roi            | aus dem 14. Jahrhundert | 2 rue Notre-Dame (Lage)                           | PA00106624    | Classé         | 1913           | weitere Bilder |
| Menhir La Dame Schone    | aus dem Neolithikum | östlich der Stadt an der Grenze zu Valbois (Lage) | PA00106625    | Classé         | 1889           |                |
| Wohnhaus                 | Wohnhaus, Ende des 18. Jahrhunderts, mit Kamin von Gérard Richier, 16. Jahrhundert | 17 rue Porte-à-Metz (Lage)                        | PA55000033    | Inscrit        | 2002           |                |
| Gartenhaus               | aus dem 18. Jahrhundert | 4 rue Poincaré Raymond (Lage)                     | PA00106620    | Inscrit        | 1926           |                |
| Hôtel des Gargouilles    | auch Hôtel de Faillonnet; Hôtel particulier, bezeichnet 1554, im 18. Jahrhundert verändert | 3 rue Raymond Poincaré (Lage)                     | PA00106700    | Inscrit Classé | 1927 1991 1994 | weitere Bilder |
| Hôtel de Gondrecourt     | Hôtel particulier, im Kern aus der zweiten Hälfte des 16. Jahrhunderts, im 18. Jahrhundert umgebaut; einschließlich der Nebengebäude und des Gartens                                                                                     | 16 rue Larzillière-Beudant (Lage)                 | PA00106714    | Inscrit        | 1992           | weitere Bilder |
| Kirche St-Étienne        | im Kern aus der ersten Hälfte des 13. Jahrhunderts; das Hauptschiff zwischen 1500 und 1515 nach Osten erweitert | Place Saint-Étienne (Lage)                        | PA00106615    | Classé         | 1907           | weitere Bilder |
| Quartier Colson-Blaise   | Giebelfeld des Mitteltraktes der Kaserne mit Fronton, 18. Jahrhundert | Place du Quartier Colson-Blaise (Lage)            | PA00106626    | Inscrit        | 1929           |                |
| Abtei Saint-Michel       | ehemalige Benediktinerabtei, 708/09 gegründet, 1790 aufgelöst; heute Pfarrkirche, Rathaus, Gerichtsgebäude, Museum und Bibliotek; Kirche ab der Mitte des 11. Jahrhunderts, Klostergebäude aus dem 18. Jahrhundert                       | Place des Moines, rue du Palais de Justice (Lage) | PA00106613    | Inscrit Classé | 1975 1982      | weitere Bilder |
| Café des Arcades         | Fremdenherberge, 1447 nachgewiesen, im 16. Jahrhundert umgebaut | 2 avenue du Bois d’Ailly (Lage)                   | PA00106618    | Inscrit        | 1984           | weitere Bilder |
| Maison de Ligier Richier | Kassettendecke mit Keramikreliefs von Ligier Richier, um 1535, in Wohnhaus des 18. Jahrhunderts | 7 rue Haute des Fosses (Lage)                     | PA00106623    | Classé         | 1921           | weitere Bilder |

## Liste der Objekte
| Bezeichnung                                                                         | Beschreibung | Standort                                   | Kennzeichnung | Schutzstatus   | Datum   | Bild           |
| ----------------------------------------------------------------------------------- | --- | ------------------------------------------ | ------------- | -------------- | ------- | -------------- |
| Tabernakel mit Expositionsnische                                                    | Eichenholz, farbig gefasst und vergoldet, drittes Viertel des 18. Jahrhunderts; aus dem Karmeliterinnenkloster in Saint-Mihiel                              | im Centre départemental d’art sacré (Lage) | PM55002282    | Inscrit        | Inscrit |                |
| Grabstein von Abt Hennezon                                                          | Marmor, bezeichnet 1689 | in der Kirche St-Michel (Lage)             | PM55000541    | Classé         | 1913    |                |
| Gedenktafel                                                                         | Kalkstein, um 1772 | in der Grotte du Calvaire (Lage)           | PM55001213    | Classé         | 1996    |                |
| Gemälde Porträt eines Knaben mit Hund                                               | Ölfarbe auf Leinwand, vergoldeter Holzrahmen, zweite Hälfte des 18. Jahrhunderts                                                                            | im Hôtel de Ville (Lage)                   | PM55000839    | Classé         | 1991    |                |
| Epitaph für Garderette de Necelhost                                                 | Stein, bezeichnet 1454 | in der Kirche St-Étienne (Lage)            | PM55002291    | Inscrit        | 1991    |                |
| Epitaph für die Familie Viénot                                                      | Marmor, bezeichnet 1741 | in der Kirche St-Étienne (Lage)            | PM55002288    | Inscrit        | 1993    |                |
| Skulptur Der Erzengel Michael besiegt den Drachen                                   | Stein, farbig gefasst, 17. Jahrhundert | im Centre départemental d’art sacré (Lage) | PM55001366    | Classé         | 2001    |                |
| Gemälde Porträt einer Dame mit Blumenstrauß                                         | Ölfarbe auf Leinwand, vergoldeter Holzrahmen, 18. Jahrhundert                                                                                               | im Hôtel de Ville (Lage)                   | PM55001083    | Classé         | 1994    |                |
| Gemälde Porträt von Henri Jean-Baptiste de Bousmard                                 | Ölfarbe auf Leinwand, Holzrahmen, 18. Jahrhundert | im Hôtel de Ville (Lage)                   | PM55001085    | Classé         | 1994    |                |
| Kanzel                                                                              | Stein, um 1700, von François Molet | in der Kirche St-Michel (Lage)             | PM55001355    | Classé         | 2000    |                |
| Gemälde Porträt von Charles Henri Ignace de Bousmard                                | Ölfarbe auf Leinwand, vergoldeter Holzrahmen, zweite Hälfte des 18. Jahrhunderts                                                                            | im Hôtel de Ville (Lage)                   | PM55001079    | Classé         | 1994    |                |
| Gemälde Vierge de Saint Luc                                                         | Ölfarbe auf Leinwand, 17. Jahrhundert | in der Krankenhauskapelle Ste-Anne (Lage)  | PM55002322    | Inscrit        | 1996    |                |
| Blaue Stola                                                                         | Seide,bestickt, 18. Jahrhundert; im Centre départemental d’art sacré deponiert                                                                              | in der Kirche St-Michel (Lage)             | PM55002302    | Inscrit        | 1995    |                |
| Adlerpult                                                                           | Holz, Anfang des 18. Jahrhunderts | in der Kirche St-Michel (Lage)             | PM55000542    | Classé         | 1913    |                |
| Fünf Büsten                                                                         | Stein, 16. Jahrhundert; im Centre départemental d’art sacré deponiert                                                                                       | in der Kirche St-Michel (Lage)             | PM55000540    | Classé         | 1913    |                |
| Epitaph für Sébastien, Baron Dehaut de Rodange                                      | Marmor, bezeichnet 1741 | in der Kirche St-Étienne (Lage)            | PM55002287    | Inscrit        | 1993    |                |
| Gedenktafel an den Bau der Kapelle Notre-Dame-de-Bonsecours                         | Stein, bezeichnet 1751 | in der Kirche St-Étienne (Lage)            | PM55002286    | Inscrit        | 1993    |                |
| Epitaph für die Familie de Montauban                                                | Marmor, bezeichnet 1748 | in der Kirche St-Étienne (Lage)            | PM55002284    | Inscrit        | 1993    |                |
| Zwei Skulpturen: Kinder im Gebet                                                    | Stein, 16. Jahrhundert, von Ligier Richier oder aus seiner Schule                                                                                           | in der Kirche St-Étienne (Lage)            | PM55000528    | Classé         | 1905    |                |
| Wandvertäfelung der Sakristei                                                       | Holz, 17. Jahrhundert | in der Kirche St-Michel (Lage)             | PM55000539    | Classé         | 1907    |                |
| Hauptaltar                                                                          | Altartisch und Tabernakel; Marmor, 18. Jahrhundert | in der Kirche St-Michel (Lage)             | PM55000545    | Classé         | 1969    |                |
| Chorschranke                                                                        | Schmiedeeisen, Kupfer, 18. Jahrhundert | in der Kirche St-Michel (Lage)             | PM55000546    | Classé         | 1969    |                |
| Epitaph für Crespin Le Brun                                                         | Marmor, bezeichnet 1706 | in der Kirche St-Étienne (Lage)            | PM55002283    | Inscrit        | 1993    |                |
| Bursa                                                                               | rosa Seide, bestickt, 18. Jahrhundert; im Centre départemental d’art sacré deponiert                                                                        | in der Kirche St-Michel (Lage)             | PM55002305    | Inscrit        | 1995    |                |
| Orgel                                                                               | Haupteintrag für PM55000535 | in der Kirche St-Michel (Lage)             | PM55001412    | Classé         | 1906    | weitere Bilder |
| Orgelempore und -prospekt                                                           | von 1679 bis 1681 gebaut; Skulpturen von François Molet | in der Kirche St-Michel (Lage)             | PM55000535    | Classé         | 1906    | weitere Bilder |
| Skulptur Heiliger Eligius                                                           | Kalkstein, farbig gefasst, 16. Jahrhundert | in der Kirche St-Étienne (Lage)            | PM55000531    | Classé         | 1956    |                |
| Skulptur Madonna mit Kind (1)                                                       | Kalkstein, ehemals farbig gefasst und vergoldet, 16. Jahrhundert                                                                                            | in der Kirche St-Étienne (Lage)            | PM55002292    | Inscrit        | 1992    |                |
| Gemälde Heilige Jeanne de Valois                                                    | Ölfarbe auf Leinwand, vergoldeter Holzrahmen, Anfang des 18. Jahrhunderts                                                                                   | im Hôtel de Ville (Lage)                   | PM55001212    | Classé         | 1995    |                |
| Violetter und grüner Ornat                                                          | wendbare liturgische Gewänder: Kasel, Stola, Manipel, Kelchvelum und Bursa; Seide, bestickt, 19. Jahrhundert; im Centre départemental d’art sacré deponiert | in der Kirche St-Michel (Lage)             | PM55002299    | Inscrit        | 1995    |                |
| Gemälde Porträt eines mit dem Ordre de Saint-Louis ausgezeichneten Mannes           | Farbe auf Papier, 18. Jahrhundert | im Hôtel de Ville (Lage)                   | PM55001084    | Classé         | 1994    |                |
| Gemälde Porträt eines Mannes in roter Uniform und Kürass                            | Ölfarbe auf Leinwand, erste Hälfte des 18. Jahrhunderts | im Hôtel de Ville (Lage)                   | PM55001087    | Classé         | 1994    |                |
| Ziboriumvelum                                                                       | Stoff, bestickt, 19. Jahrhundert; im Centre départemental d’art sacré deponiert                                                                             | in der Kirche St-Michel (Lage)             | PM55002307    | Inscrit        | 1995    |                |
| Gemälde Porträt eines Angerörigen der Familie Bousmard                              | Ölfarbe auf Leinwand, zweite Hälfte des 18. Jahrhunderts | im Hôtel de Ville (Lage)                   | PM55001272    | Classé         | 1994    |                |
| Weihrauchschiffchen                                                                 | Silber, erste Hälfte des 19. Jahrhunderts | in der Kirche St-Michel (Lage)             | PM55000554    | Classé         | 1981    |                |
| Grabstein des Advokats Jacomin                                                      | Stein, bezeichnet 1349 | in der Kirche St-Étienne (Lage)            | PM55000739    | Classé         | 1907    |                |
| Croix de Wassebourg                                                                 | Altarkreuz; Silber, Holz, bezeichnet 1555; im Centre départemental d’art sacré deponiert                                                                    | in der Kirche St-Étienne (Lage)            | PM55000526    | Classé         | 1901    |                |
| Ampulle für die heiligen Öle                                                        | Silber, um 1780 | in der Kirche St-Étienne (Lage)            | PM55000874    | Classé         | 1991    |                |
| Ziborium (1)                                                                        | Silber, um 1780 | in der Kirche St-Étienne (Lage)            | PM55000873    | Classé         | 1991    |                |
| 41 Arzneigefäße                                                                     | Fayence, 18. Jahrhundert | im Krankenhaus (Lage)                      | PM55000547    | Classé         | 1964    |                |
| Kelch und Patene (1)                                                                | Silber, vergoldet, zwischen 1819 und 1838 | in der Kirche St-Michel (Lage)             | PM55000549    | Classé         | 1981    |                |
| Kelch und Patene (2)                                                                | Silber, vergoldet, nach 1819 | in der Kirche St-Michel (Lage)             | PM55000551    | Classé         | 1981    |                |
| Kachelofen                                                                          | Keramik, Ende des 18. Jahrhunderts, Entwurf Pierre Michel d’Ixnard, aus der Werkstatt von François-Paul Acker in Straßburg                                  | im Hôtel de Rouyn (Lage)                   | PM55001241    | Classé         | 1998    |                |
| Grabdenkmal der Familie Warin de Gondrecourt                                        | Stein, 16. Jahrhundert | in der Kirche St-Michel (Lage)             | PM55000533    | Classé         | 1898    |                |
| Gemälde Porträt von Henri Antoine de Bousmard                                       | Ölfarbe auf Leinwand, vergoldeter Holzrahmen, erste Hälfte des 18. Jahrhunderts                                                                             | im Hôtel de Ville (Lage)                   | PM55001081    | Classé         | 1994    |                |
| Gemälde Porträt eines jungen Magistrats                                             | Ölfarbe auf Leinwand, vergoldeter Holzrahmen, 18. Jahrhundert                                                                                               | im Hôtel de Ville (Lage)                   | PM55000837    | Classé         | 1991    |                |
| Weiße Pluviale mit dem Gotteslamm                                                   | Seide, bestickt, 19. Jahrhundert; im Centre départemental d’art sacré deponiert                                                                             | in der Kirche St-Michel (Lage)             | PM55002308    | Inscrit        | 1995    |                |
| Blaue Bursa                                                                         | Seide, bestickt, 19. Jahrhundert; im Centre départemental d’art sacré deponiert                                                                             | in der Kirche St-Michel (Lage)             | PM55002306    | Inscrit        | 1995    |                |
| Grabdenkmal der Familien Dieulewart und Pourcelet                                   | Stein, 16. Jahrhundert, von Ligier Richier oder aus seiner Schule                                                                                           | in der Kirche St-Étienne (Lage)            | PM55000525    | Classé         | 1898    |                |
| Skulptur Caritas                                                                    | Stein, Anfang des 17. Jahrhunderts, von Ligier Richier oder aus seiner Schule                                                                               | in der Kirche St-Étienne (Lage)            | PM55000527    | Classé         | 1905    |                |
| Weiße Pluviale mit grünem Besatz                                                    | Seide, bestickt, 19. Jahrhundert; im Centre départemental d’art sacré deponiert                                                                             | in der Kirche St-Michel (Lage)             | PM55002293    | Inscrit        | 1995    |                |
| Rote Pluviale mit Jesus-Monogramm                                                   | Seide, bestickt, 19. Jahrhundert; im Centre départemental d’art sacré deponiert                                                                             | in der Kirche St-Michel (Lage)             | PM55002296    | Inscrit        | 1995    |                |
| Gemälde Porträt von Stanislaus I. Leszczyński                                       | Ölfarbe auf Leinwand, vergoldeter Holzrahmen, 18. Jahrhundert                                                                                               | im Hôtel de Ville (Lage)                   | PM55001088    | Classé         | 1994    |                |
| Ziborium (2)                                                                        | Silber, vergoldet, bezeichnet 1803 | in der Kirche St-Michel (Lage)             | PM55000553    | Classé         | 1981    |                |
| Epitaph für Anne-Catherine de Montigny de Gongis                                    | Marmor, bezeichnet 1746 | in der Kirche St-Étienne (Lage)            | PM55002285    | Inscrit        | 1993    |                |
| Grün-rote Pluviale                                                                  | Seide, bestickt, 19. Jahrhundert; im Centre départemental d’art sacré deponiert                                                                             | in der Kirche St-Michel (Lage)             | PM55002294    | Inscrit        | 1995    |                |
| Weiße Kasel mit Tetragramm                                                          | Seide, bestickt, 19. Jahrhundert; im Centre départemental d’art sacré deponiert                                                                             | in der Kirche St-Michel (Lage)             | PM55002301    | Inscrit        | 1995    |                |
| Grablegungsgruppe                                                                   | Stein, 16. Jahrhundert, von Ligier Richier | in der Kirche St-Étienne (Lage)            | PM55000524    | Classé         | 1907    | weitere Bilder |
| Konsoltisch (1)                                                                     | Holz, farbig gefasst und vergoldet, Marmor, 18. Jahrhundert                                                                                                 | in der Kirche St-Michel (Lage)             | PM55000544    | Classé         | 1969    |                |
| Kelch und Patene (3)                                                                | Silber, vergoldet, zweite Hälfte des 18. Jahrhunderts | in der Kirche St-Michel (Lage)             | PM55000550    | Classé         | 1981    |                |
| Retabel des Hauptaltars                                                             | Stein, 17. Jahrhundert | in der Kirche St-Étienne (Lage)            | PM55000741    | Classé         | 1907    |                |
| Glocke                                                                              | Gusseisen, 1786 gegossen | in der Kirche St-Michel (Lage)             | PM55002321    | Inscrit        | 1990    |                |
| Gemälde Christus am Kreuz                                                           | Ölfarbe auf Leinwand, vergoldeter Holzrahmen, 1879 von Lionel Royer                                                                                         | in der Krankenhauskapelle Ste-Anne (Lage)  | PM55000833    | Classé         | 1991    |                |
| Skulptur Madonna mit Kind (2)                                                       | Holz, farbig gefasst, um 1500 | in der Krankenhauskapelle Ste-Anne (Lage)  | PM55000834    | Classé         | 1991    |                |
| Schrein des heiligen Anatol                                                         | Holz, Bronze, Kupfer, um 1830 | in der Kirche St-Michel (Lage)             | PM55001076    | Classé         | 1993    |                |
| Gemälde Der heilige Vinzenz von Paul kommt den Einwohnern von Saint-Mihiel zu Hilfe | Ölfarbe auf Leinwand, Holzrahmen, vor 1823 | in der Kirche St-Michel (Lage)             | PM55002314    | Classé Inscrit | 1992    |                |
| Gemälde Porträt von Nicolas Bousmard                                                | Ölfarbe auf Leinwand, bezeichnet 1690; Kopie des verlorenen Originals aus der zweiten Hälfte des 16. Jahrhunderts                                           | im Hôtel de Ville (Lage)                   | PM55001080    | Classé         | 1994    |                |
| Chorgestühl                                                                         | Holz, 17. Jahrhundert | in der Kirche St-Michel (Lage)             | PM55000534    | Classé         | 1906    | weitere Bilder |
| Skulpturengruppe Ohnmacht Mariens                                                   | Holz, 16. Jahrhundert, von Ligier Richier | in der Kirche St-Michel (Lage)             | PM55000532    | Classé         | 1897    | weitere Bilder |
| Goldene Kasel mit Jesus-Monogramm                                                   | Seide, bestickt, zweite Hälfte des 19. Jahrhunderts; im Centre départemental d’art sacré deponiert                                                          | in der Kirche St-Michel (Lage)             | PM55002300    | Inscrit        | 1995    |                |
| Zwei Skulpturen: Betende Engel                                                      | Holz, vergoldet, 17. Jahrhundert | in der Kirche St-Michel (Lage)             | PM55002313    | Inscrit        | 2000    |                |
| Expositionsnische                                                                   | Holz, vergoldet, erste Hälfte des 19. Jahrhunderts | in der Kirche St-Michel (Lage)             | PM55002310    | Inscrit        | 1999    |                |
| Vier Altarleuchter                                                                  | Messing, versilbert, um 1800 | in der Kirche St-Michel (Lage)             | PM55002316    | Inscrit        | 1992    |                |
| Rosa Ornat                                                                          | Kasel, Manipel, Stola und Kelchvelum; Seide, bestickt, 19. Jahrhundert; im Centre départemental d’art sacré deponiert                                       | in der Kirche St-Michel (Lage)             | PM55002297    | Classé Inscrit | 1995    |                |
| Herz-Jesu-Altar                                                                     | Altartisch und Retabel; Kalkstein, zweite Hälfte des 19. Jahrhunderts                                                                                       | in der Kirche St-Michel (Lage)             | PM55002312    | Inscrit        | 2000    |                |
| Sakramentsvelum                                                                     | Seide, bestickt, 18. oder 19. Jahrhundert; im Centre départemental d’art sacré deponiert                                                                    | in der Kirche St-Michel (Lage)             | PM55002309    | Inscrit        | 1999    |                |
| Vinzenz-von-Paul-Altar                                                              | Stein, zweite Hälfte des 19. Jahrhunderts | in der Kirche St-Michel (Lage)             | PM55002311    | Inscrit        | 2000    |                |
| Konsoltisch (2)                                                                     | Holz, farbig gefasst und vergoldet, Marmor, 18. Jahrhundert                                                                                                 | in der Kirche St-Étienne (Lage)            | PM55001073    | Classé         | 1994    |                |
| Skulptur Schutzmantelmadonna                                                        | Stein, 16. oder 17. Jahrhundert | in der Kirche St-Étienne (Lage)            | PM55000530    | Classé         | 1913    |                |
| Croix de Chambrun                                                                   | Altarkreuz; Messing, versilbert, Glas, 19. Jahrhundert; im Centre départemental d’art sacré deponiert                                                       | in der Kirche St-Étienne (Lage)            | PM55001181    | Classé         | 1997    |                |
| Wandvertäfelung des Chorraums                                                       | Eichenholz, um 1740; aus dem Kloster Saint-Benoît-en-Woëvre in Vigneulles-lès-Hattonchâtel                                                                  | in der Kirche St-Étienne (Lage)            | PM55001074    | Classé         | 1994    |                |
| Kreuzreliquiar                                                                      | mit Etui; Elfenbein, Perlmutt, Holz, 18. Jahrhundert | in der Kirche St-Michel (Lage)             | PM55001077    | Classé         | 1993    |                |
| Vier Stolen                                                                         | Seide, bestickt, 18. und 19. Jahrhundert; im Centre départemental d’art sacré deponiert                                                                     | in der Kirche St-Michel (Lage)             | PM55002304    | Inscrit        | 1995    |                |
| Kelch und Patene (4)                                                                | Silber, vergoldet, Stein, um 1870, von Paul Brunet; im Centre départemental d’art sacré deponiert                                                           | in der Kirche St-Étienne (Lage)            | PM55002289    | Inscrit        | 2000    |                |
| Zwei Reliefs                                                                        | Stein, 17. Jahrhundert, von Ligier Richier oder aus seiner Schule                                                                                           | in der Kirche St-Michel (Lage)             | PM55000538    | Classé         | 1907    |                |
| Kelch und Patene (5)                                                                | Silber, vergoldet, Ende des 18. Jahrhunderts | in der Kirche St-Michel (Lage)             | PM55000552    | Classé         | 1981    |                |
| Gewölbeschlussstein mit Wappen der Herzöge von Lothringen                           | Stein, 16. Jahrhundert | in der Kirche St-Étienne (Lage)            | PM55000740    | Classé         | 1907    |                |
| 62 Arzneigefäße                                                                     | Fayence, 18. Jahrhundert | im Krankenhaus (Lage)                      | PM55000836    | Classé         | 1991    |                |
| Gemälde Porträt eines Mitglieds der Familie Bousmard mit dem Orden de Saint-Louis   | Ölfarbe auf Leinwand, 18. Jahrhundert | im Hôtel de Ville (Lage)                   | PM55000838    | Classé         | 1991    |                |
| Chorgestühl                                                                         | Eichenholz, um 1740; aus dem Kloster Saint-Benoît-en-Woëvre in Vigneulles-lès-Hattonchâtel                                                                  | in der Kirche St-Étienne (Lage)            | PM55001075    | Classé         | 1994    |                |
| Retabel mit zwei Skulpturen                                                         | Stein, 17. Jahrhundert | in der Kirche St-Michel (Lage)             | PM55000537    | Classé         | 1906    |                |
| Weiße Stola                                                                         | Seide, bestickt, 18. Jahrhundert; im Centre départemental d’art sacré deponiert                                                                             | in der Kirche St-Michel (Lage)             | PM55002303    | Inscrit        | 1995    |                |
| Becher                                                                              | Silber, vergoldet, zwischen 1819 und 1838 | in der Kirche St-Étienne (Lage)            | PM55001078    | Classé         | 1993    |                |
| Grabdenkmal der Familie Lescuyer                                                    | Stein, 16. Jahrhundert | in der Kirche St-Étienne (Lage)            | PM55000529    | Classé         | 1905    |                |
| Fünf Leuchter                                                                       | Holz, bemalt, zweite Hälfte des 18. Jahrhunderts; im Centre départemental d’art sacré deponiert                                                             | in der Kirche St-Étienne (Lage)            | PM55002290    | Inscrit        | 2000    |                |
| Antependium Christi Geburt                                                          | Eichenholz, Anfang des 18. Jahrhunderts | in der Krankenhauskapelle Ste-Anne (Lage)  | PM55002317    | Inscrit        | 1990    |                |
| Ständer für einen Mörser                                                            | Holz, Schmiedeeisen, 18. Jahrhundert | im Krankenhaus (Lage)                      | PM55002318    | Inscrit        | 2004    |                |
| Kommode                                                                             | Obstbaumholz, Bronze, Anfang des 18. Jahrhunderts | im Krankenhaus (Lage)                      | PM55000835    | Classé         | 1991    |                |
| Mörser                                                                              | Bronze, 16. Jahrhundert | im Krankenhaus (Lage)                      | PM55000548    | Classé         | 1964    |                |
| Gemälde Porträt von François Ignace de Bousmard                                     | Ölfarbe auf Leinwand, vergoldeter Holzrahmen, 1774 von Johann Ernst Heinsius                                                                                | im Hôtel de Ville (Lage)                   | PM55001082    | Classé         | 1994    |                |
| Gemälde Porträt eines Augustiner-Chorherren                                         | Ölfarbe auf Leinwand, vergoldeter Holzrahmen, bezeichnet 1718                                                                                               | im Hôtel de Ville (Lage)                   | PM55001086    | Classé         | 1994    |                |
| Monstranz                                                                           | Silber, vergoldet, zwischen 1819 und 1838; im Centre départemental d’art sacré deponiert                                                                    | in der Kirche St-Michel (Lage)             | PM55002315    | Inscrit        | 1992    |                |
| Chororgel                                                                           | Haupteintrag für PM55000536 | in der Kirche St-Michel (Lage)             | PM55001411    | Classé         | 1906    |                |
| Prospekt der Chororgel                                                              | 1899 gebaut, Entwurf Eugène Vallin | in der Kirche St-Michel (Lage)             | PM55000536    | Classé         | 1906    |                |
| Gemälde Der Erzengel Michael besiegt den Drachen                                    | Ölfarbe auf Leinwand, 1777 von Nicolas Sammois de Sampigny                                                                                                  | in der Kirche St-Michel (Lage)             | PM55000543    | Classé         | 1913    |                |
| Goldene Pluviale mit Pelikan                                                        | Seide, bestickt, 19. Jahrhundert; im Centre départemental d’art sacré deponiert                                                                             | in der Kirche St-Michel (Lage)             | PM55002295    | Inscrit        | 1995    |                |
| Liturgische Gewänder                                                                | Kasel, zwei Stolen, zwei Manipel, zwei Dalmatiken und eine Pluviale; Seide, bestickt, 19. Jahrhundert; im Centre départemental d’art sacré deponiert        | in der Kirche St-Michel (Lage)             | PM55002298    | Inscrit        | 1995    |                |
| Skulptur Christus im Grab                                                           | Kalkstein, 1772 von Claude-François Mangeot | in der Grotte du Calvaire (Lage)           | PM55001211    | Classé         | 1996    |                |